# Hypena simplex
Hypena simplex là một loài bướm đêm trong họ Erebidae.